# Popis hrvatskih veleposlanika u Gambiji
Republika Hrvatska i Republika Gambija održavaju diplomatske odnose od 16. listopada 1998. Sjedište veleposlanstva je u Londonu.

## Veleposlanici
Hrvatska nema rezidentno veleposlanstvo u Gambiji. Veleposlanstvo Republike Hrvatske u Ujedinjenoj Kraljevini Velike Britanije i Sjeverne Irske pokriva Republike Ganu, Gambiju, Liberiju, Sijera Leone i Saveznu Republiku Nigeriju.
| Veleposlanik | Postavljenje        | Opoziv             | Sjedište |
| ------------ | ------------------- | ------------------ | -------- |
| Josip Paro   | 13. listopada 2003. | 15. siječnja 2009. | London   |

## Vanjske poveznice
- Gambija na stranici MVEP-a